# Greensburg (Kentucky)
Pour les articles homonymes, voir Greensburg.
La ville de Greensburg est le siège du comté de Green, dans l'État du Kentucky, aux États-Unis. Elle comptait 2 396 habitants lors du recensement de 2000.

## Source
- (en) Cet article est partiellement ou en totalité issu de l’article de Wikipédia en anglais intitulé « Greensburg, Kentucky » (voir la liste des auteurs).